# 蓝村路站
蓝村路站位于中华人民共和国上海市浦东新区东方路与蓝村路交叉口地下，是上海地铁4号线与6号线的地铁换乘站。其中4号线为地下岛式车站，在2007年12月22日前，是4号线的起讫站，在2007年12月22日至12月28日期间，是4号线逆时针方向上的起点站（仅上客）和顺时针方向的终点站（仅下客）。6号线蓝村路站於2007年12月29日開通，亦为地下岛式站台，以綠色作為佈置的主要色彩。两线在付费区内通过站厅层通道进行换乘。6号线蓝村路站原规划为高架侧式站台，后因规划更改而变为地下站台。

## 車站構造
蓝村路站共有4层。地面为车站出口及4号线站厅，地下一层为换乘通道，地下二层为6号线站厅及4号线站台，地下三层为6号线站台。2005年12月31日至2007年12月28日间，4号线以本站为终点站，列车站前折返。
| 地面层   | 4号线站厅及出入口  | 1-3出入口、票务服务、自动售票机、人工服务台 |  |  |
| 地下一层 | 换乘通道           |                                             |  |  |
| 地下二层 | 6号线站厅          | 票务服务、自动售票机、人工服务台            |  |  |
|          |                    | █ 4号线 内环（塘桥）                        |  |  |
|          | 岛式站台，左侧开门 |                                             |  |  |
|          |                    | █ 4号线 外环（向城路）                      |  |  |
| 地下三层 |                    | █ 6号线 往东方体育中心（上海儿童医学中心）  |  |  |
|          | 岛式站台，左侧开门 |                                             |  |  |
|          |                    | █ 6号线 往港城路（浦电路）                  |  |  |

## 车站出口
蓝村路站共有3个出入口，其中1号口连通4号线北站厅，2号口连通4号线南站厅，3号口连通6号线站厅，各出入口如下所示：
| 出口编号            | 出口指示         | 照片             |
| 连通 4号线北站厅    | 连通 4号线北站厅 | 连通 4号线北站厅 |
| ------------------- | ---------------- | ---------------- |
| 1 · 出口            | 蓝村路，东方路   |                  |
| 连通 4号线南站厅    |                  |                  |
| 2 · 出口 · （设有） | 蓝村路，东方路   |                  |
| 连通 6号线北站厅    |                  |                  |
| 3 · 出口 · （设有） | 东方路，蓝村路   |                  |
| 图例： 设有         |                  |                  |

## 公交换乘
169、170、219、338、451、610、629、639、736、746、779、785、792、795、798、819、871、970、973、980、984、隧道九线、东川专线